# Restrepia nittiorhyncha
Restrepia nittiorhyncha är en orkidéart som först beskrevs av John Lindley, och fick sitt nu gällande namn av Leslie Andrew Garay. Restrepia nittiorhyncha ingår i släktet Restrepia och familjen orkidéer. Inga underarter finns listade i Catalogue of Life.

## Bildgalleri

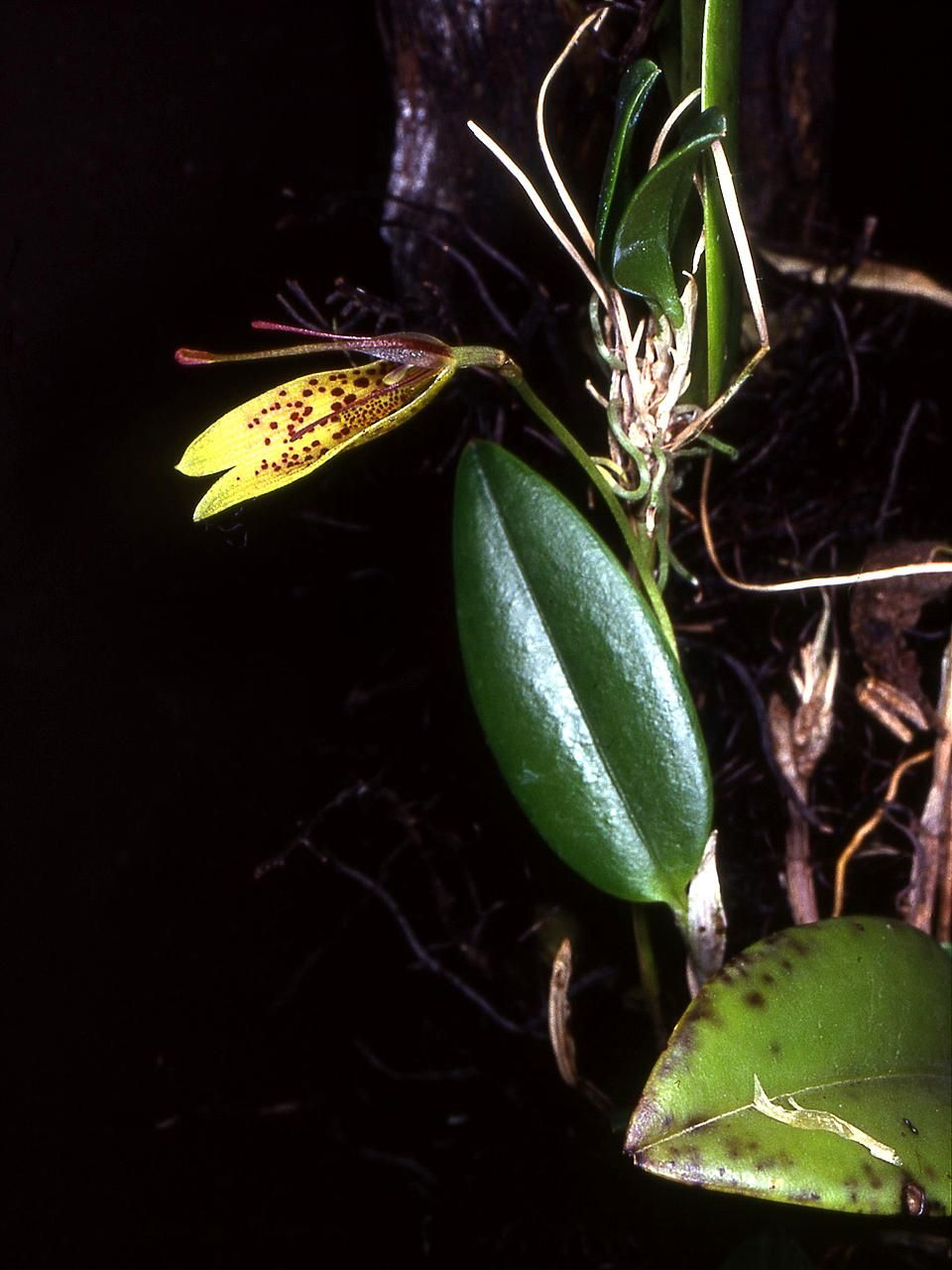